# Wiech

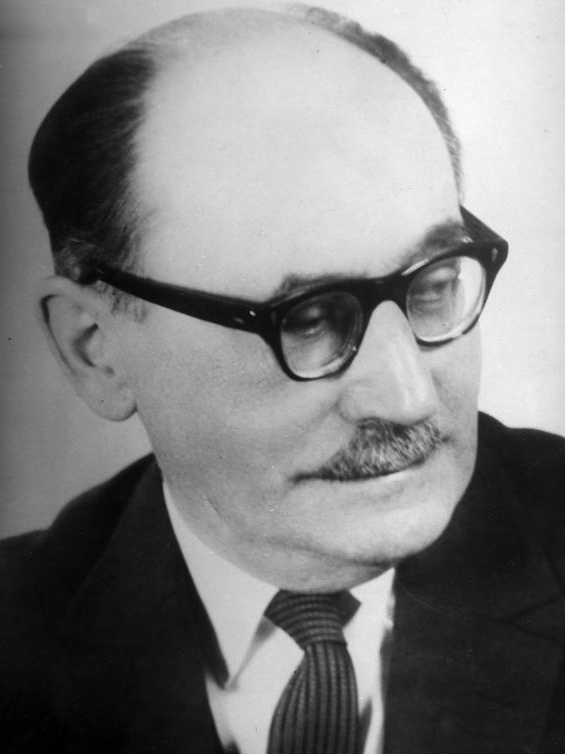
Stefan Wiechecki „Wiech”

Wiech – gwara warszawska, a zwłaszcza literackie naśladownictwo tej gwary wzorowane na tym, które stosował w swej twórczości Stefan Wiechecki ps. „Wiech”. Termin określa także zjawiska z gwary warszawskiej pojawiające się w wypowiedziach w języku ogólnopolskim. W literaturze rolą wiechu jest nadanie, zwłaszcza dialogom, elementów rodzajowości i komizmu. Słowo „wiech" w tym sensie zyskało pewną popularność w latach 50. i 60. XX wieku.
Niektórzy językoznawcy, zwłaszcza Witold Doroszewski, próbowali stosować i promować termin „wiech” na określenie wszelkich gwar miejskich, nawet odnosząc go do wszystkich „niekonwencjonalnych odmian języka” potocznego, „naruszających lub rażących ustalony konwenans kulturalno-językowy”, jednak obecnie słowo to zanikło w polszczyźnie.

## Elementy wiechu we współczesnej polszczyźnie
- cwany, cwaniak (od „szczwany”);
- starówka (warszawskie Stare Miasto, szerzej — zabytkowe dzielnice innych miast);
- kanar – kontroler biletów.